# 德庆公主

德庆公主，明朝第四任皇帝仁宗朱高炽的第六个女儿。关于她的记载，《明史》记录的很少。德庆公主在没有出嫁之前，就早早的去世。她的生母的情况也不详。